# Maresiella polynesica
Maresiella polynesica là một loài chân đều trong họ Gnathostenetroididae. Loài này được Mueller miêu tả khoa học năm 1992.